# Lingshan (köpinghuvudort i Kina, Hebei Sheng, lat 38,79, long 114,64)
Lingshan är en köpinghuvudort i Kina. Den ligger i provinsen Hebei, i den norra delen av landet, omkring 190 kilometer sydväst om huvudstaden Peking. Antalet invånare är 69 310. Befolkningen består av 33 860 kvinnor och 35 450 män. Barn under 15 år utgör 23,0 %, vuxna 15-64 år 70 %, och äldre över 65 år 6,0 %.
Runt Lingshan är det tätbefolkat, med 476 invånare per kvadratkilometer. Lingshan är det största samhället i trakten. Trakten runt Lingshan består till största delen av jordbruksmark.
Genomsnittlig årsnederbörd är 675 millimeter. Den regnigaste månaden är juli, med i genomsnitt 200 mm nederbörd, och den torraste är januari, med 3 mm nederbörd.